# Bakht Khan
Bakht Khan Barech (1797-1859) était le commandant en chef des forces indiennes rebelles, lors de la Révolte des cipayes contre la Compagnie britannique des Indes orientales.

## Biographie
Bakht Khan Barech était un Patchoune lié à la famille du chef Rohilla Najib-Al Daoula, issu de la tribu des Barech. Il naît à Bijnor dans le nord-ouest de l'Uttar Pradesh, avant de devenir Subedar dans l'armée de la Compagnie britannique des Indes orientales. Il y passe quarante ans, dans l'artillerie, et participe à la Première guerre anglo-afghane. Il prend part, en 1857, à la Révolte des cipayes.

## La rébellion
Au moment où Bakht Khan arrive à Delhi, le 1er juillet 1857, la ville est déjà aux mains des forces rebelles et l'empereur moghol Bahadur Shah II se voit proclamé empereur de l'Inde. Le fils aîné de l'empereur, Mirza Mughal, également appelé Mirza Zahiruddin, est, lui, nommé général en chef de l'Empire, malgré son manque total d'expérience militaire. L'arrivée de Bahkt Khan renforce la structure de commandement. Ses capacités supérieures deviennent en effet vite évidentes et l'empereur lui confère une autorité réelle, avec le titre de Saheb-I-Alam Bhadur ou Seigneur gouverneur général. Khan devient le commandant de facto des forces cipayes, bien que Mirza Zahiruudin en reste officiellement le commandant en chef.
Bakht Khan fait rapidement face à de nombreux problèmes pressants. Le premier et principal problème est d'ordre financier et Khan reçoit de l'empereur le droit de percevoir des impôts. Le second problème est celui du ravitaillement, devenu de plus en plus compliqué à assurer, tout particulièrement depuis une attaque anglaise contre la ville, en septembre. Les Britanniques ont en plus de nombreux espions et agents à Delhi et maintiennent une pression constante sur Bahadur Shah afin qu'il se rende.
La situation de Delhi se détériore rapidement et les mesures prises par Bakht Khan ne suffisent pas à pallier le manque d'organisation et d'équipements des rebelles, ainsi qu'à la faiblesse de leur monarque. Le siège de Delhi débute le 8 juin. Le 14 septembre, les forces de la Compagnie attaquent la porte du Cachemire et Bahadur Shah et son fils fuient vers la Tombe de Humayun, avant de se rendre à la Compagnie.
Bakht Khan lui-même fuit Delhi pour rallier les forces rebelles cantonnées à Lucknow et Shahjahanpur. En 1859, il est mortellement blessé et meurt dans Terai.